# Evžen z Montija
Evžen z Montija (12. února 1773 – 16. července 1834) byl hrabětem z Montija a Teby a markýzem z Algaby, Ardalesu a Moyi. Jeho kmotřenka Evženie se stala poslední císařovnou Francouzů.
Narodil se jako nejstarší syn Filipa Palafoxe († 1790, 2. syn markýze z Arizy) a hraběnky Marie Františky Portocarrero (1754–1803). Měl čtyři sestry a jednoho bratra. Nejstarší sestra Marie Ramona (1777–1823) se provdala za hraběte z Parcentu, druhá sestra Marie Gabriela (1779–1820) za Luise Palafoxe, další sestra Marie Tereza (1780–1835) za vévodu z Medina-Sidonia a nejmladší ze sester Marie Benta (1782–1818) se stala manželkou markýze z Villamayoru. Nejmladším sourozencem byl bratr Cipriano (1784–1839), který zastával opačné politické názory než on, roajalista věrný Bourbonské dynastii.
Asi v roce 1792 se v Madridu oženil s Marií Idiaquezovou (* 1784), dcerou vévody Františka z Granady. Manželství bylo v roce 1800 rozloučeno pro Evženovo skandální chování. Marie skončila z rozhodnutí soudu v klášteře v Malaze.